# Erwin Ding-Schuler
Erwin Oskar Ding-Schuler (19 de septiembre de 1912 - 11 de agosto de 1945) fue un cirujano alemán y un oficial de las Waffen-SS, con el rango de Sturmbannführer (Mayor). Se hizo célebre por haber realizado experimentos con prisioneros, en el Campo de concentración de Buchenwald.
Se unió al Partido Nacionalsocialista Obrero Alemán  (NSDAP) en 1932 y a las SS en 1936.  En 1937 recibió su título y pasó su segundo examen estatal en medicina.  Autor de publicaciones científicas, en 1939 se convirtió en el médico del campo de concentración de Buchenwald y jefe de la división para investigar la fiebre moteada y viral de las Instituto de Higiene de las Waffen-SS en Weimar-Buchenwald.  Hasta 1945, llevó a cabo extensos experimentos médicos (en más de 1.000 prisioneros, muchos de ellos perdieron la vida) en el Bloque de Estación Experimental 46, utilizando varios venenos así como agentes infecciosos como la fiebre moteada, fiebre amarilla, viruela, tifus, y cólera.
Erwin Ding-Schuler fue arrestado por tropas estadounidenses el 25 de abril de 1945 y se suicidó el 11 de agosto de 1945.